# Cobbtown (Floryda)
Cobbtown – jednostka osadnicza w Stanach Zjednoczonych, w stanie Floryda, w hrabstwie Santa Rosa.